# Acarospora calcarea
Acarospora calcarea är en lavart som beskrevs av K. Knudsen. Acarospora calcarea ingår i släktet Acarospora och familjen Acarosporaceae.   Inga underarter finns listade i Catalogue of Life.